# Aufseß (rzeka)
Aufseß – niewielka rzeka w Bawarii, w Niemczech, o długości około 23 km.
Źródła Aufseß znajdują się koło Königsfeld w Górnej Frankonii, w Frankońskiej Szwajcarii. Uchodzi koło Doos do rzeki Wiesent. Należy do dorzecza Menu i Renu. Przepływa przez park natury "Szwajcaria Frankońska i Las Veldenstein". Jest także siedliskiem pstrągów. Rzeka nosi taką samą nazwę jak miejscowość Aufseß i szlachecki ród von Aufseß. 

Nad Aufseß leżą takie miejscowości jak: Königsfeld, Kotzendorf, Voitmannsdorf, Hollfeld, Aufseß i Doos.

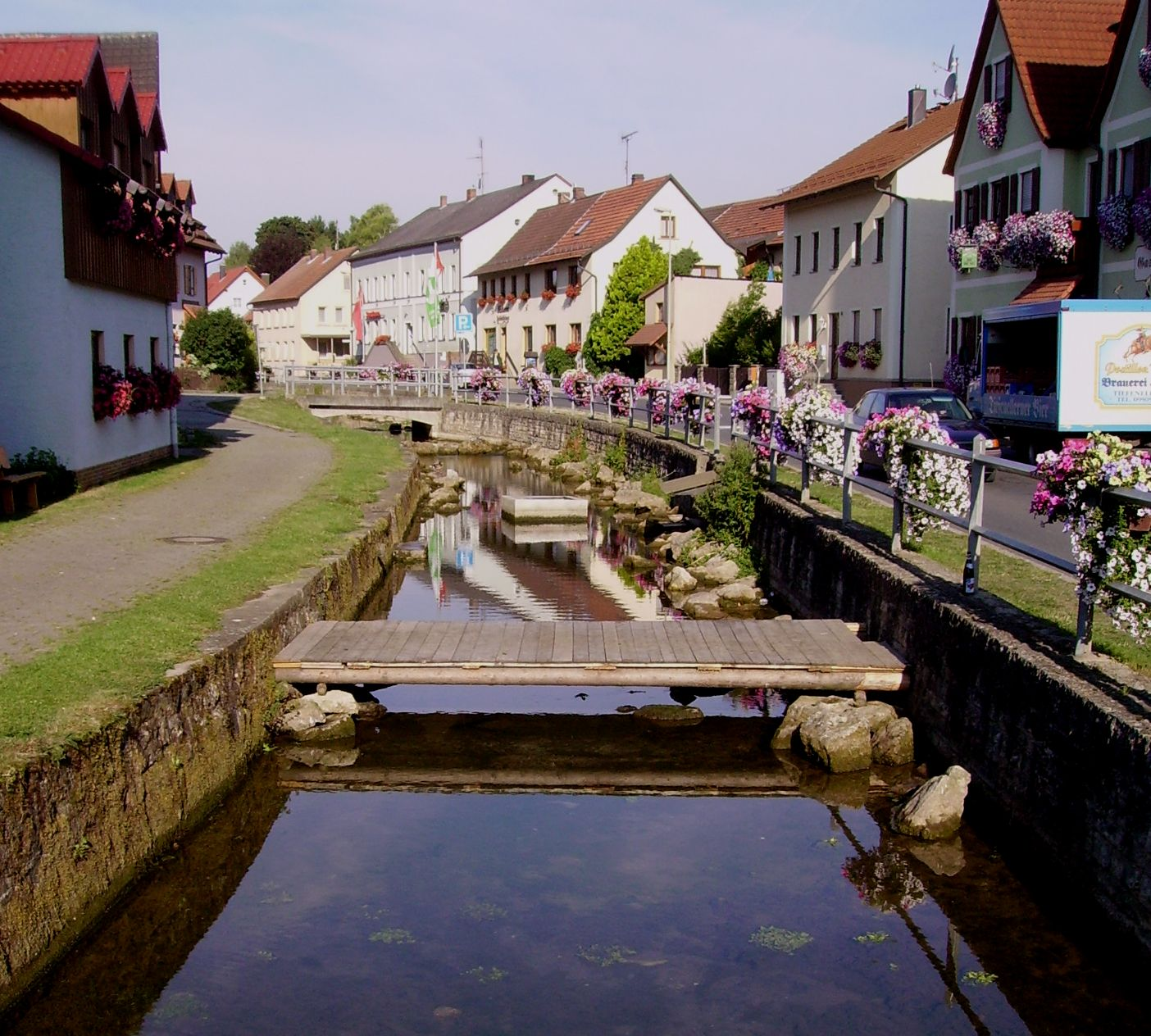
Aufseß w Königsfeld